# Partido judicial de Medio Cudeyo
El partido judicial de Medio Cudeyo es uno de los ocho en los que se divide la comunidad autónoma de Cantabria, creado en 1988 mediante la Ley 38/1988, de 28 de diciembre, de Demarcación y de Planta Judicial, como número siete, tanto de los siete en los que se dividió inicialmente Cantabria, como posteriormente con la creación del octavo partido judicial.
Está conformado por dos juzgados de primera instancia e instrucción.

## Ámbito geográfico
| Partido Judicial | Capital de partido | Municipios que comprende |
| ---------------- | ------------------ | --- |
| 7                | Medio Cudeyo       | Castañeda, Corvera de Toranzo, Entrambasaguas, Liérganes, Luena, Marina de Cudeyo, Medio Cudeyo, Miera, Penagos, Puente Viesgo, Riotuerto, San Pedro del Romeral, San Roque de Riomiera, Santa María de Cayón, Santiurde de Toranzo, Saro, Selaya, Vega de Pas, Villacarriedo y Villafufre |